# Filtr Butterwortha
Filtr Butterwortha – filtr charakteryzujący się maksymalnie płaską charakterystyką amplitudową w paśmie przenoszenia. Częstotliwość graniczną filtru wyznacza spadek sygnału o 3 dB. Nachylenie charakterystyki w paśmie zaporowym wynosi: {\displaystyle n\cdot 6\ {\text{dB}}} na oktawę, gdzie {\displaystyle n} – rząd filtru.
Filtr Butterwortha określony jest funkcją transmitancji:
{\displaystyle T_{d}(f)={\frac {1}{\sqrt {1+\left({\frac {f}{f_{0}}}\right)^{2n}}}}}
Filtr ten działa w dziedzinie częstotliwości.

## Właściwości
Filtr Butterwortha mają następujące właściwości:
- monotoniczna odpowiedź zarówno w paśmie przepustowym, jak i paśmie zaporowym filtru,
- krzywa fazowa ma małą nieliniowość,
- opóźnienie grupy zależy głównie od częstotliwości,
- szybkie zejście wokół częstotliwości ocięcia, co poprawia się wraz ze zwiększeniem liczby rzędu filtru.